# Olivier Ribadeau Dumas
Monsenhor Olivier Ribadeau Dumas (Paris, 1 de abril de 1961) é um sacerdote católico francês. É o atual Arcipreste-reitor da Catedral de Notre-Dame de Paris.